# Brightwell
Brightwell – wieś w Anglii, w hrabstwie Suffolk, w dystrykcie East Suffolk. Leży 9 km na wschód od miasta Ipswich i 114 km na północny wschód od Londynu.